# Чемпионат России по дзюдо 2019
Чемпионат России по дзюдо 2019 года прошёл 6-9 сентября в Назрани (Ингушетия). В соревнованиях участвовало 553 спортсмена почти из всех регионов страны.

## Медалисты

### Мужчины
| Категория                   | Золото                                                | Серебро                                              | Бронза                                                                   |
| --------------------------- | ----------------------------------------------------- | ---------------------------------------------------- | ------------------------------------------------------------------------ |
| Наилегчайший вес (до 60 кг) | Сахават Гаджиев Свердловская область                  | Дамир Меремов Адыгея                                 | Альберт Огузов ХМАО Рамазан Абдулаев Иркутская область                   |
| Полулёгкий вес (до 66 кг)   | Мулораджаб Халифаев Свердловская область              | Исмаил Часыгов Ингушетия                             | Мурад Чопанов Иркутская область Казбек Нагучев Краснодарский край        |
| Лёгкий вес (до 73 кг)       | Олег Бабгоев Санкт-Петербург, Ставропольский край     | Лаша Ломидзе Воронежская область, Севастополь        | Магомедкарин Пидуриев Дагестан Армен Агаян Санкт-Петербург, Удмуртия     |
| Полусредний вес (до 81 кг)  | Станислав Семёнов Московская область, Северная Осетия | Алан Хубецов Московская область, Северная Осетия     | Магомед Эдильбиев Чечня Сулейман Вышегуров Татарстан                     |
| Средний вес (до 90 кг)      | Эльдар Аллахвердиев Тюменская область                 | Наджибула Давудов Дагестан                           | Давид Оганисян Краснодарский край Алихан Цечоев Курганская область       |
| Полутяжёлый вес (до 100 кг) | Дмитрий Довгань ХМАО                                  | Хайбула Магомедов Дагестан                           | Мераб Маргиев Московская область, Северная Осетия Николай Коваленко ХМАО |
| Тяжёлый вес (свыше 100 кг)  | Антон Брачёв Севастополь, Крым                        | Антон Кривобоков Санкт-Петербург, Курганская область | Кемал Каитов Карачаево-Черкесия Александр Антонов Москва                 |

### Женщины
| Категория                   | Золото                                       | Серебро                                     | Бронза                                                                                 |
| --------------------------- | -------------------------------------------- | ------------------------------------------- | -------------------------------------------------------------------------------------- |
| Наилегчайший вес (до 48 кг) | Дарья Пичкалева Санкт-Петербург              | Кристина Булгакова Ставропольский край      | Екатерина Долгих Московская область Мария Персидская Самарская область                 |
| Полулёгкий вес (до 52 кг)   | Анастасия Поликарпова Москва                 | Галия Сагитова Санкт-Петербург              | Айгуль Куценко Тюменская область Татьяна Аякина Московская область                     |
| Лёгкий вес (до 57 кг)       | Юлия Казарина Москва                         | Диана Джигарос Волгоградская область        | Дилбара Салкарбек Самарская область, Санкт-Петербург Данна Нагучева Краснодарский край |
| Полусредний вес (до 63 кг)  | Камила Бадурова Москва, Свердловская область | Анастасия Коляденкова Нижегородская область | Екатерина Валькова Краснодарский край Айгуль Багаутдинова Татарстан                    |
| Средний вес (до 70 кг)      | Таисия Киреева Челябинская область           | Мария Салтанова Тюменская область           | Татьяна Зольникова Тюменская область Екатерина Лялина Москва                           |
| Полутяжёлый вес (до 78 кг)  | Нюргуяна Никифорова Московская область       | Марина Букреева Красноярский край           | Александра Гималетдинова Татарстан Мадина Кайсинова Санкт-Петербург, Северная Осетия   |
| Тяжёлый вес (свыше 78 кг)   | Ольга Артошина Красноярский край             | Мария Шекерова Татарстан                    | Наталья Соколова Красноярский край София Пирогова ЯНАО, Москва                         |